# ليتيسيا راموس شاهاني
ليتيسيا راموس شاهاني (بالإنجليزية: Leticia Ramos-Shahani)‏‏ (30 سبتمبر 1929 - 20 مارس 2017) هي سياسية، وكاتبة، ودبلوماسية، وأستاذة جامعية من الفلبين.